# 駅名に社名が付く日本の鉄道駅一覧
駅名に社名が付く日本の鉄道駅一覧（えきめいにしゃめいがつくにっぽんのてつどうえきいちらん）は、他社の同名駅との区別などのため駅名にその駅を保有する鉄道事業者の社名やそれに類する名称を冠している駅の一覧である。
まずJRと大手私鉄のものを列記し、その他の事業者については地域別に記す。各事業者内での並びは社名を抜いた五十音順とする。
なお、旧国名と一致するもの（遠州鉄道における「遠州○○駅」など）はここには挙げないものとする。

## JRグループ
JRグループで社名にあたるものを駅名に冠しているのは西日本旅客鉄道（JR西日本）のみで、いずれも「JR」を使用している。主に新駅で使用しているが、旧来の駅名を改称した場合もある。
- JR淡路駅
- JR小倉駅
- JR河内永和駅
- JR五位堂駅
- JR俊徳道駅
- JR総持寺駅
- JR長瀬駅
- JR難波駅
- JR野江駅
- JR藤森駅
- JR三山木駅

## 大手私鉄

### 東武鉄道
東武鉄道には、「東武」を冠した駅が6駅ある（東武動物公園駅、東武ワールドスクウェア駅は施設名称であるため除外）。
- 東武和泉駅
- 東武宇都宮駅
- 東武金崎駅
- 東武竹沢駅
- 東武練馬駅
- 東武日光駅

### 西武鉄道
西武鉄道には、「西武」を冠した駅が4駅ある（西武園駅、西武園ゆうえんち駅、西武球場前駅は施設名称であるため除外）。
- 西武新宿駅
- 西武立川駅
- 西武秩父駅
- 西武柳沢駅

### 京成電鉄
京成電鉄には、「京成」を冠した駅が22駅ある。社名を冠した駅が日本で一番多い事業者である。
- 京成稲毛駅
- 京成上野駅
- 京成臼井駅
- 京成大久保駅
- 京成大和田駅
- 京成金町駅
- 京成小岩駅
- 京成佐倉駅
- 京成酒々井駅
- 京成関屋駅
- 京成高砂駅
- 京成立石駅
- 京成千葉駅
- 京成津田沼駅
- 京成中山駅
- 京成成田駅
- 京成西船駅
- 京成曳舟駅
- 京成船橋駅
- 京成幕張駅
- 京成幕張本郷駅
- 京成八幡駅

### 京王電鉄
京王電鉄には、「京王」を冠した駅が8駅ある。
- 京王稲田堤駅
- 京王片倉駅
- 京王多摩川駅
- 京王多摩センター駅
- 京王永山駅
- 京王堀之内駅
- 京王八王子駅
- 京王よみうりランド駅

### 小田急電鉄
小田急電鉄には、「小田急」を冠した駅が3駅ある。
- 小田急相模原駅
- 小田急多摩センター駅
- 小田急永山駅

### 京浜急行電鉄
京浜急行電鉄には、「京急」を冠した駅が10駅ある。なお、1987年までは京急東神奈川駅を除いた9駅が「京急」の代わりに「京浜」を冠した駅名となっていた。
- 京急大津駅
- 京急蒲田駅
- 京急川崎駅
- 京急久里浜駅
- 京急新子安駅
- 京急田浦駅
- 京急鶴見駅
- 京急富岡駅
- 京急長沢駅
- 京急東神奈川駅

### 東京地下鉄
東京地下鉄には、「地下鉄」を冠した駅が2駅ある。なお、帝都高速度交通営団時代は2駅とも「地下鉄」の代わりに「営団」を冠した駅名となっていた。
- 地下鉄赤塚駅
- 地下鉄成増駅

### 名古屋鉄道
名古屋鉄道には、「新○○駅」を改称する形で「名鉄」を冠した駅が3駅ある。
- 名鉄一宮駅
- 名鉄岐阜駅
- 名鉄名古屋駅

また、それ以前から「名電」を冠している駅も5駅ある。
- 名電赤坂駅
- 名電各務原駅
- 名電築港駅
- 名電長沢駅
- 名電山中駅

### 近畿日本鉄道
近畿日本鉄道には、「近鉄」を冠した駅が16駅ある。
- 近鉄蟹江駅
- 近鉄郡山駅
- 近鉄御所駅
- 近鉄下田駅
- 近鉄新庄駅
- 近鉄丹波橋駅
- 近鉄富田駅
- 近鉄長島駅
- 近鉄名古屋駅
- 近鉄奈良駅
- 近鉄日本橋駅
- 近鉄八田駅
- 近鉄宮津駅
- 近鉄八尾駅
- 近鉄弥富駅
- 近鉄四日市駅

### 京阪電気鉄道
京阪電気鉄道には、「京阪」を冠した駅が4駅ある。
- 京阪石山駅
- 京阪大津京駅
- 京阪膳所駅
- 京阪山科駅

### 西日本鉄道
西日本鉄道には、「西鉄」を冠した駅が13駅ある。
- 西鉄小郡駅
- 西鉄香椎駅
- 西鉄銀水駅
- 西鉄久留米駅
- 西鉄五条駅
- 西鉄新宮駅
- 西鉄千早駅
- 西鉄中島駅
- 西鉄平尾駅
- 西鉄福岡（天神）駅
- 西鉄二日市駅
- 西鉄柳川駅
- 西鉄渡瀬駅

## その他（関東地方）

### 東京都交通局
東京都交通局には、「都電」を冠した都電雑司ヶ谷停留場が存在する。

### 東葉高速鉄道
東葉高速鉄道には、「東葉」を冠した東葉勝田台駅が存在する。

### 東京モノレール
東京モノレールには、「モノレール」を冠したモノレール浜松町駅が存在する。

## その他（中部地方）

### 伊豆急行
伊豆急行には、「伊豆急」を冠した伊豆急下田駅が存在する。

### 北越急行
北越急行には、社名に類し路線名（ほくほく線）に一致する「ほくほく」を冠したほくほく大島駅が存在する。

### 富山地方鉄道
富山地方鉄道には、「電鉄」を冠した駅が4駅ある。
- 電鉄石田駅
- 電鉄魚津駅
- 電鉄黒部駅
- 電鉄富山駅

### 北陸鉄道
北陸鉄道には、「北鉄」を冠した北鉄金沢駅が存在する。

### 愛知環状鉄道
愛知環状鉄道には、「愛環」を冠した愛環梅坪駅が存在する。

### 四日市あすなろう鉄道
四日市あすなろう鉄道には、「あすなろう」を冠したあすなろう四日市駅が存在する。

## その他（近畿地方）

### 京福電気鉄道
京福電気鉄道には、「嵐電」を冠した駅が2駅ある。
- 嵐電嵯峨駅
- 嵐電天神川駅

### 神戸高速鉄道
神戸高速鉄道には、「高速」を冠した駅が2駅ある。なお、第3種鉄道事業者が社名を冠させている唯一の例である。
- 高速神戸駅
- 高速長田駅

### 神戸電鉄
神戸電鉄には、「神鉄」を冠した駅が2駅ある。
- 神鉄道場駅
- 神鉄六甲駅

### 山陽電気鉄道
山陽電気鉄道には、「山陽」を冠した駅が9駅ある。
- 山陽明石駅
- 山陽網干駅
- 山陽魚住駅
- 山陽塩屋駅
- 山陽須磨駅
- 山陽曽根駅
- 山陽垂水駅
- 山陽天満駅
- 山陽姫路駅

## その他（中国・四国地方）

### 広島電鉄
広島電鉄には、「広電」を冠した駅が5駅ある（広電本社前停留場は施設名称であるため除外）。
- 広電阿品駅
- 広電五日市駅
- 広電西広島（己斐）駅
- 広電廿日市駅
- 広電宮島口駅

### 一畑電車
一畑電車には、「電鉄」を冠した電鉄出雲市駅が存在する。

### 高松琴平電気鉄道
高松琴平電気鉄道には、「琴電」を冠した駅が3駅ある。
- 琴電琴平駅
- 琴電志度駅
- 琴電屋島駅